# Божо Видас Вук
Божидар Божо Видас — Вук (Хрељин, код Бакра, 19. децембар 1894 — Руше, код Марибора, новембар 1931), браварски радник и члан Централног комитета КПЈ.

## Биографија
Рођен је 19. децембра 1894. године у Хрељину, код Бакра у Хрватској.
У социјалистичком покрету је био од 1911. године. Од 1911. до 1913. године био је на раду у Канади и у Сједињеним Америчким Државама, где је водио револуционарни рад међу југословенским исељеницима. После протеривања из Сједињених Америчких Држава, 1921. године вратио се у Краљевину Срба, Хрвата и Словенаца, где је радио у Хрватском приморју и Загребу. Тада је постао члан Независних синдиката и Комунистичке партије Југославије (КПЈ).
Године 1923. изабран је за члана Централног руководства легалне Независне радничке партије Југославије, а на Другој земаљској конференцији КПЈ, одржаној маја 1923. у Бечу, изабран је за члана Централог партијског већа.
Пошто је остао без посла, 1924. године отишао је поново у емиграцију, најпре на Кубу, а потом и у Мексико, где је постао члан Централног комитета Комунистичке партије Мексика. Од 1929. године је боравио у Совјетском Савезу.
Јула 1931, се по задатку ЦК КПЈ, вратио у Краљевину Југославији, да помогне у успостављању покиданих партијских веза. Ухапсила га је југословенска полиција, 30. септембра 1931. године, у родном месту. Почетком новембра су га убили у близини места Руше, код Марибора, на југословенско-мађарској граници.